# Imielno (Powiat Jędrzejowski)
Imielno ist ein Dorf im Powiat Jędrzejowski der Woiwodschaft Heiligkreuz in Polen. Es ist Sitz der gleichnamigen Landgemeinde mit 4301 Einwohnern (Stand 31. Dezember 2020) und hat selbst 215 Einwohner.

## Geographie
Das Dorf liegt in einer von der Feldwirtschaft geprägten Landschaft mit kleineren, nicht zusammenhängenden Waldflächen. Östlich von Imielno verläuft die Nida. Dort befindet sich auch der Landschaftsschutzpark Nidagebiet.
Imielno ist von mehreren Nachbardörfern umgeben, die gleichzeitig auch Teil der Landgemeinde sind. Im Norden und Osten liegen die Dörfer Wygoda, Motkowice und Stawy. Im Süden und Westen grenzen die Dörfer Imielnica und Dzierszyn an.

## Geschichte
Die erste urkundliche Erwähnung von Imielno stammt aus dem Jahre 1326. Es wird allerdings angenommen, dass das Dorf bereits im 13. Jahrhundert gegründet wurde. Anfangs trug die Siedlung den Namen Jemioła (deutsch „Mistel“) und unterstand wohl den Nachkommen des tschechischen Ritters Poraj. Das 1998 neu eingeführte Wappen macht auf den alten Namen und die ehemaligen Besitzverhältnisse aufmerksam. 

## Gemeinde
Zur Landgemeinde (gmina wiejska) Imielno gehören das Dorf selbst und 20 weitere Dörfer mit Schulzenämtern. Die Landgemeinde erstreckt sich auf etwa 101 km² Fläche.

## Baudenkmal
Ein bedeutendes Baudenkmal stellt die am südwestlichen Dorfrand gelegene dreischiffige Kirche St. Nikolaus dar. Sie wird in der amtlichen Denkmalliste unter der Nummer A.89/1-2 geführt. Die Kirche wurde im 13. Jahrhundert erbaut und war ursprünglich im romanischen Stil gehalten. Im 15. und 17. Jahrhundert wurde das Gotteshaus erweitert und bekam auf diese Weise gotische und barocke Elemente. Im Inneren befinden sich ein Hauptaltar und zwei spätbarocke Seitenaltäre. Eine Besonderheit stellen die vielen Epitaphien aus der Zeit zwischen dem 16. und 19. Jahrhundert dar. Das älteste Epitaph stammt aus dem Jahre 1591 und ist Nicholas Mokrskiemu gewidmet.

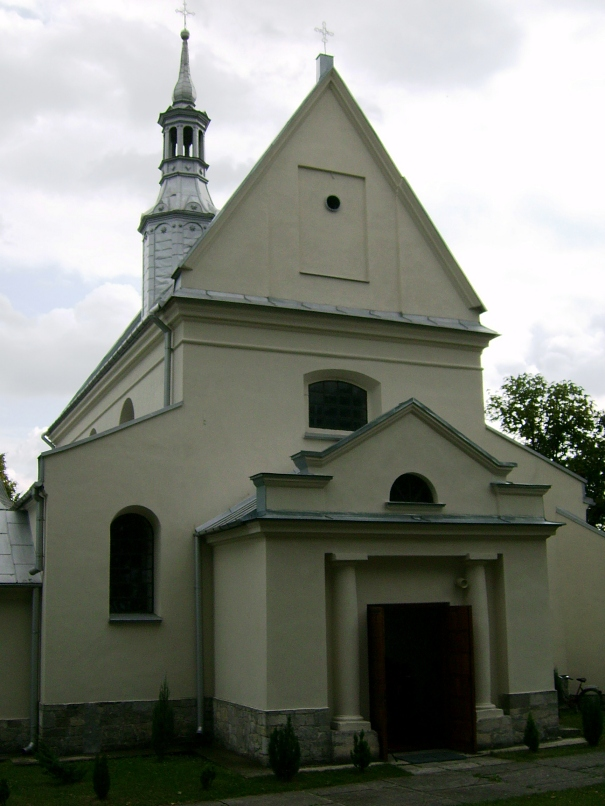
Ansicht der St. Nikolauskirche
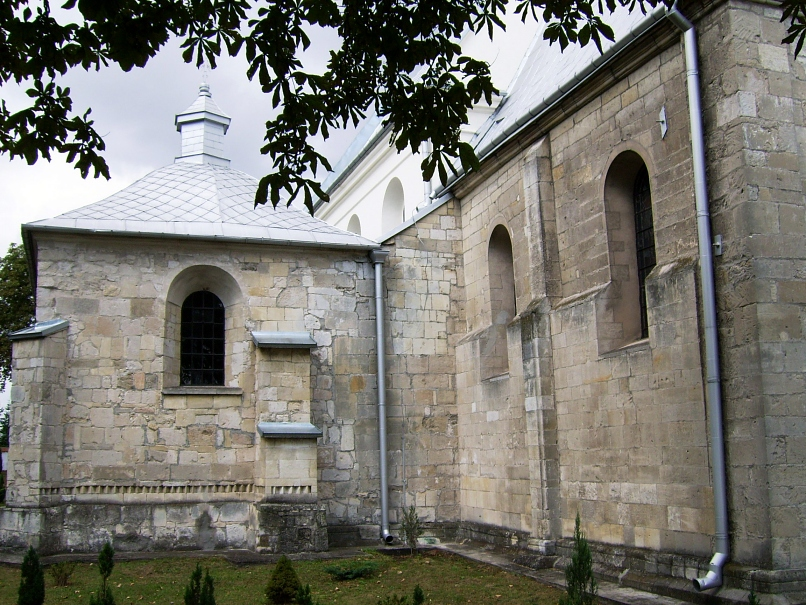
Blick auf Hauptschiff und seitlichen Anbau
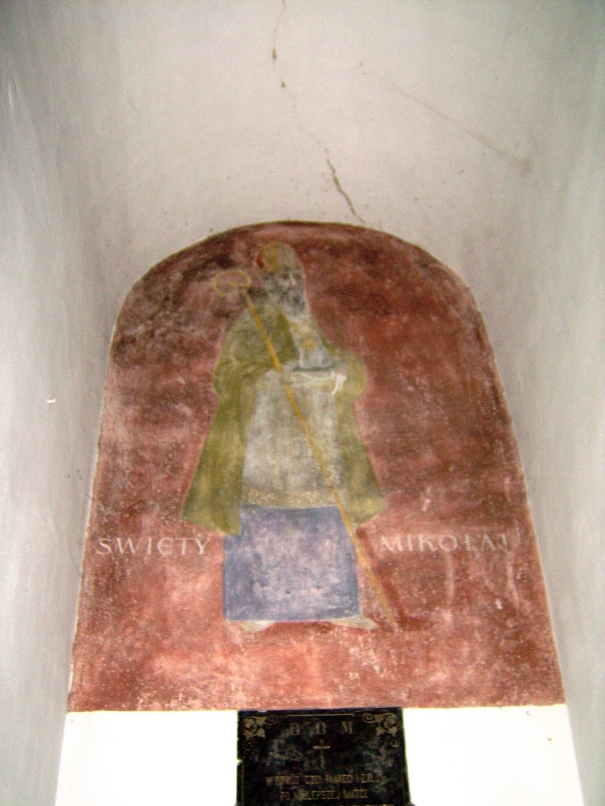
Fresko St. Nikolaus (Patron)

## Infrastruktur
Nördlich von Imielno verläuft die Landesstraße DK78 in Ost-West-Richtung von Zawiercie nach Chmielnik. Des Weiteren befinden sich dort die eingleisige Güterbahnstrecke (Linia Hutnicza Szerokotorowa) von Sędziszów nach Staszów und die eingleisige Schmalspurbahn (Świętokrzyska Kolejka Dojazdowa) von Jędrzejów nach Pińczów. Letztere besitzt Haltepunkte in Wygoda und Motkowice (beide unweit von Imielno gelegen).
In Imielno befinden sich verschiedene zentrale Einrichtungen, die die Grundversorgung der Dorfbewohner sowie die der Nachbargemeinden sicherstellen. Dazu zählen ein Lebensmittelgeschäft und eine Bank sowie ein Gesundheitszentrum, eine Polizeistation sowie eine Feuerwache. Des Weiteren verfügt das Dorf über eine Grundschule mit Turnhalle.